# Neuroleon infirmus
Neuroleon infirmus är en insektsart som först beskrevs av Navás 1913.  Neuroleon infirmus ingår i släktet Neuroleon och familjen myrlejonsländor. Inga underarter finns listade i Catalogue of Life.